# سی‌اسپید
سی‌اسپید در ارائه خدمات هاورکرافت به فرانسه شریک راه‌آهن بریتانیا (زیرشاخه هاورکرافت محدود راه آهن بریتانیا) بود.
هاورکرافت محدود راه آهن بریتانیا در سال ۱۹۶۵ تأسیس شد و اولین سرویس خود را در سال ۱۹۶۶ ارائه داد.